# Mode heavy metal

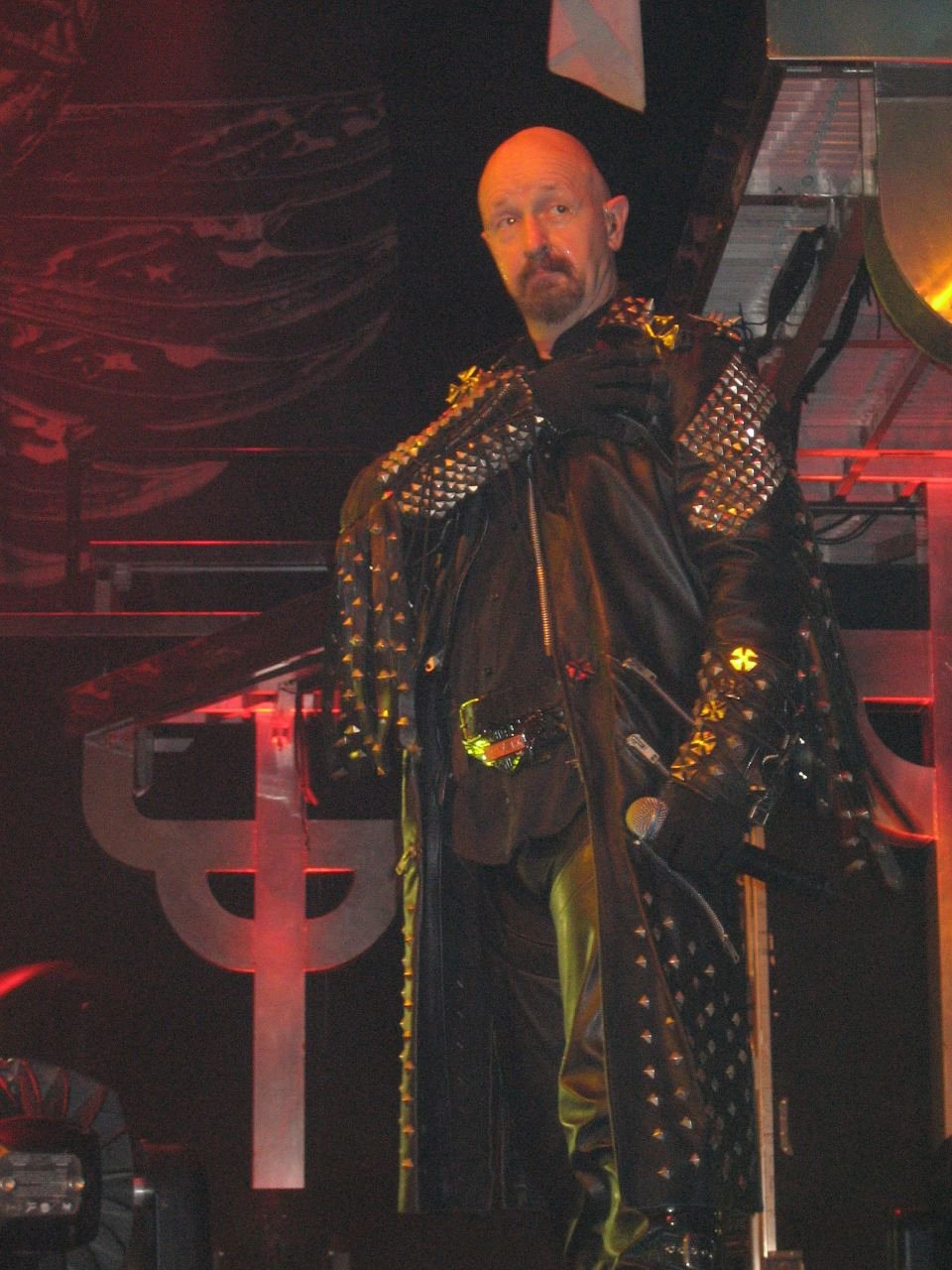
Allure « cuir et clous » de Rob Halford.

La mode heavy metal désigne l'allure vestimentaire et l'apparence physique que se donnent, au milieu des années 1970, certains des fans de la musique heavy metal, également appelés metalleux.
Il est impossible de définir réellement une seule et unique forme vestimentaire attribuée à la mode heavy metal. De manière générale, la mode heavy metal peut se résumer au port de tee-shirt à l'effigie de groupe, à la couleur noir, au cuir, aux accessoires cloutés et aux cheveux longs. Ce mode de vie est devenu très caricatural aux yeux du grand public, véhiculé par certaines émissions de télévision. Cependant, des éléments originaux apparaissent avec l'arrivée de nouveaux genres, comme le metal gothique, le metalcore ou le metal industriel, comme les jeans noir, les treillis, les sweat-shirts à manches longues ou les rangers, par exemple. Associés, également, à l'imagerie des films d'horreur, des éléments, comme les têtes de mort et les douilles, apparaissent[réf. nécessaire].
Perçue par ses détracteurs comme une recherche de provocation et de violence gratuite dans l'imagerie, elle est, plus qu'un phénomène de mode, une source d'inspiration. L'apparence vestimentaire est utilisée comme signe d'appartenance à une même communauté idéologique, anthropologique et culturelle. Les codes qui la déterminent sont en évolution constante et se redéfinissent à mesure qu'ils sont dévoilés au grand public, popularisés par les médias et repris par la mode. L'apprentissage de ces codes est de l'ordre de l'initiation où la maîtrise de sa propre image et la définition de l'identité personnelle vont de pair[réf. nécessaire]. Le style dit « motard » est popularisé par Rob Halford (de Judas Priest). KoЯn popularise des éléments issus de la culture hip-hop, comme les vêtements de sport, des dreadlocks, des vêtements de marques. Certains groupes, comme Anthrax, popularisent le style skateur. Cependant, les metalleux des genres les plus extrêmes[Qui ?] ont tendance à rejeter ce groupe de la culture metal en général[réf. nécessaire] .

## Histoire

### Origines

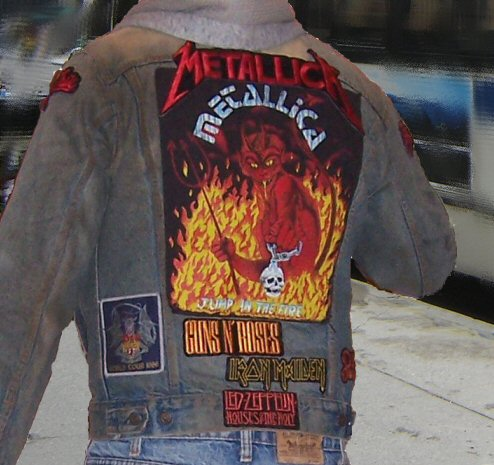
Veste en jean avec des patches et des artworks.

Le plus souvent, les vêtements associés aux fans de heavy metal sont ceux du motard (biker en anglais),. Les aspects distincts de cette mode peuvent être attribués à divers groupes, mais celui qui a le plus influencé cette mode est Rob Halford, chanteur de Judas Priest, notamment durant la tournée de 1978 qui mélange des genres macho, biker et sadomasochiste dans son look à veste et pantalon de cuir. C'est ensuite devenu une attitude courante dans le style et, bientôt, Paul Di'Anno, chanteur d'Iron Maiden de l'époque, porte aussi une veste de cuir et des bracelets à clous.
Les membres de Saxon s'habillent de vêtements moulants en élasthanne. Des groupes de la NWOBHM (Nouvelle vague de Heavy Metal Britannique, en français) et, plus tard, le black metal, intègrent des éléments du style d'Halford. Cela conduit à un renouveau du metal, au début des années 1980, et les conduit à la célébrité, aux yeux du grand public, comme à ceux des scènes underground qui « copient » Motörhead, qui innove avec les ceintures à cartouches d'armes à feu. Le « look cuir » s'étend dans des variations subséquentes avec le port de « rangers », de ceintures et/ou gants cloutés, etc. Cependant, il semble moins populaire aujourd'hui[Quand ?], bien qu'il ne soit pas rare de trouver ce look sur des fans d'un âge avancé, dans des festivals de metal, un peu comme une « tenue de soirée ».

### Évolution

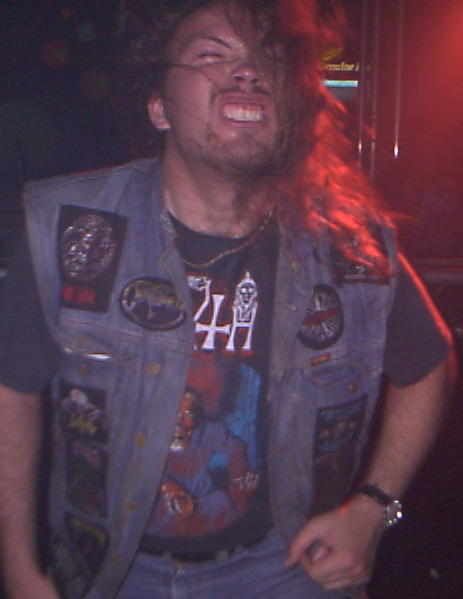
Un metalleux portant une kutte.

Le style militaire moderne (guerre du Viêt Nam, par exemple) influence le thrash metal. Des groupes comme Metallica, Destruction ou Megadeth portaient sur scène une ceinture de balles,.
Les fans de glam metal, aux cheveux souvent ébouriffés d'une manière très sophistiquée, sont vêtus de pantalon en élasthanne et/ou veste en cuir. Ils peuvent avoir (mais ce n'est pas nécessaire) du maquillage (rouge à lèvres, mascara, crèmes, etc.), calqué sur les groupes de glam qui ont souvent des instruments aux couleurs inhabituelles, comme des guitares rose, des pieds de micro avec des foulards léopard ou en soie. Les fans de black metal se laissent pousser les cheveux et la barbe, portent le marteau de Thor et autres symboles païens. Sur scène, en photo ou dans les clips musicaux, les membres de groupes comme Behemoth ou Mayhem portent une cotte de mailles, des peintures de guerre, des peaux d'animaux ou du corpse paint (visage maquillé blanc, yeux et lèvres noires)[réf. nécessaire]. Le power metal est associé aux vêtements rappelant le Moyen Âge et la Renaissance[réf. nécessaire].

## Caractéristiques
Malgré la diversité des accessoires ou vêtements assimilables à la culture metal, certains éléments ou certaines associations restent récurrents. Mais s'il existe des critères communs à tous les metalleux, leur application est soumise à l'infini variabilité des interprétations individuelles.

### Vêtements

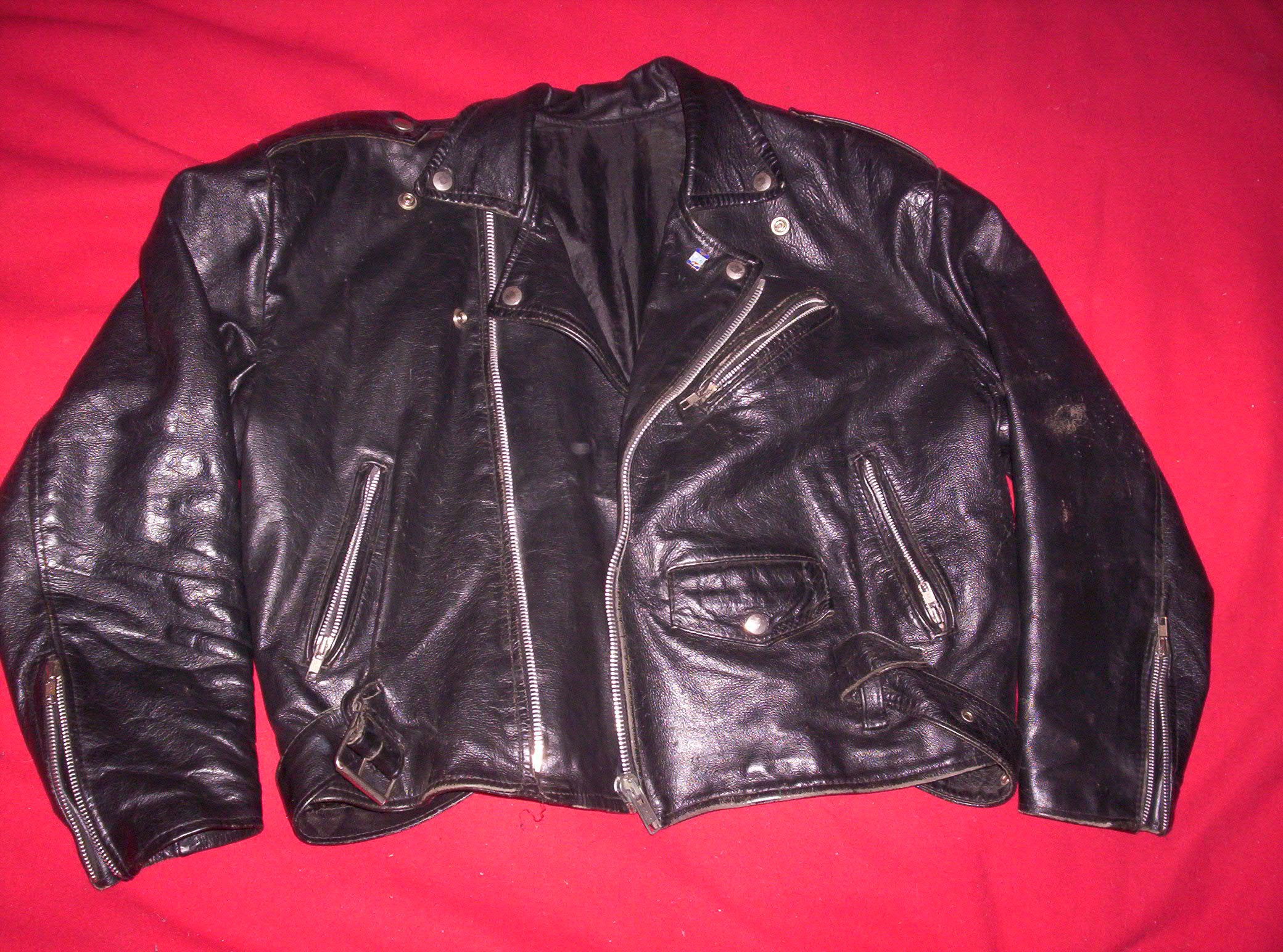
Blouson type Perfecto.

La mode heavy metal des années 1970 et 1980 comprend des jeans bleus serrés, des bottes de moto, ou des bottines, et des t-shirts noirs portés avec une kutte (veste sans manche en denim ou cuir). Il arrive que cette veste soit portée par-dessus un manteau noir comme un Perfecto. À l'instar des autres sous-cultures de l'époque, comme le punk, le port d'emblèmes et de logos permettent d'afficher ses intérêts. Le t-shirt est aussi souvent à l'effigie d'un groupe. Une influence grandissante du mouvement gothique, de la musique industrielle et du punk hardcore devient plus évidente : des jeans noirs, des pantalons de style militaire commencent à remplacer le traditionnel jeans bleu, les chandails à manches longues tendent à remplacer le blouson de type Perfecto et les bottes militaires deviennent populaires. Les metalleux appartenant aux genres nu metal ou metalcore voient quelques facettes de la culture hip-hop influencer leur mode, comme le port de vêtements de sport et de vêtements de marques.
Au début du XXIe siècle, une renaissance de la mode des années 1980, grâce au nombre croissant de jeunes s'intéressant au heavy metal de l'époque et à l'émergence de nouveaux groupes adoptant le style vestimentaire des années 1980. De jeunes metalleux d'aujourd'hui portent les cheveux longs et des t-shirts noirs ainsi que des vestes de cuir ou de denim, comme les metalleux des années 1980. Même les jeans serrés populaires dans les années 1980 ont fait leur réapparition dans la mode de plusieurs genres de rock et de heavy metal. Cependant, ceux-ci ne sont plus toujours bleus, mais sont d'une variété de couleurs allant du gris au noir et même de couleurs plus vives.

### Coiffures

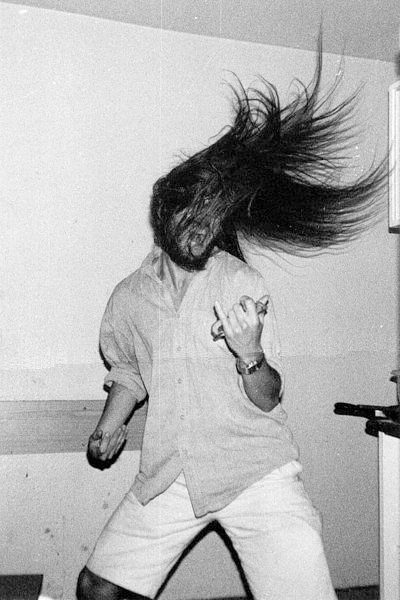
Metalleux aux cheveux longs, exécutant le headbang.

Selon Weinstein, les longs cheveux est la « caractéristique la plus cruciale de la mode heavy metal » adopté à l'origine de la sous-culture hippie. Les cheveux dans le heavy metal des années 1980 et 1990 « symbolisait la haine, l'angoisse et le désenchantement d'une génération qui apparemment ne s'est jamais senti bien », selon le journaliste Nader Rahman. Le cheveu long permet aux membres de la communauté metal « le pouvoir dont ils avaient besoin pour se rebeller contre rien en général ».
La vague de coupage de cheveux qui prend place dans le courant plus commercial et dominant de la scène en Amérique ne semble pas avoir influencé les genres de metal plus extrêmes et davantage underground. Les musiciens et les fans de death et de black metal sont fidèles au port des cheveux longs et ont tendance à arborer des cheveux droits tombants beaucoup plus bas que les épaules. Généralement, les metalleux qui portent les cheveux courts appartiennent au genre nu metal ou metalcore ; les dreadlocks sont popularisées, notamment, par Korn. Un grand nombre de metalleux ne peut pas arborer les cheveux longs à cause de contraintes liées à leur travail : raisons de sécurité, exigences de l'uniformité (pompiers, armée, police, etc.), secteur d'activité (vente, communication, etc.). Il n'est donc pas rare de voir des fans et des musiciens aux cheveux coupés, à la suite de leur entrée dans la vie active, néanmoins ils restent très bien intégrés dans les rassemblements de metalleux, et pour ce qui est des musiciens, il n'est plus choquant de voir un groupe de black metal dont tous les membres ou presque ont les cheveux courts. Cela témoigne de la bonne intégration des metalleux, dans la société et dans le monde du travail, tout en gardant leurs attaches au monde du metal[réf. nécessaire].

### Accessoires

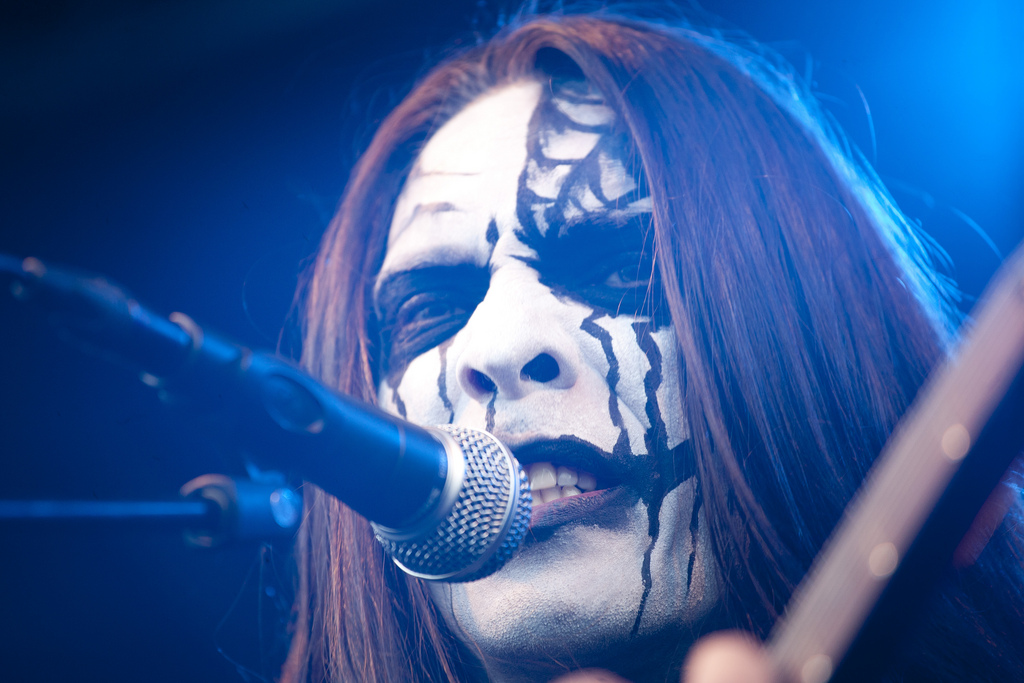
Corpse paint.

Le badge est emblématique de la culture rock. Comme le t-shirt, il peut prendre une valeur symbolique d'icône s'il est orné de l'effigie, des couleurs ou du logo d'un groupe.
Le corpse paint (« peinture de cadavre ») est un type de maquillage noir (yeux et lèvres) et blanc (visage), artifice très utilisé par les groupes de black metal pour accentuer leurs expressions et leurs penchants. Ce n'est, cependant, pas le point de vue général : certains groupes, par exemple le groupe de unblack metal Antestor, l'utilisent simplement au même titre que le maquillage de pantomime. Le corpse paint est, à l'origine, utilisé par les chevaliers Teutons, en signe de défi à la Mort. En effet, comme son nom l'indique, le corpse paint est une peinture de guerre représentant le cadavre du guerrier une fois celui-ci mort. Il est utilisé à cet effet par des groupes de black metal comme Mayhem, Marduk ou encore Taake. Cependant, ce ne sont pas les groupes de black metal qui ont introduit le corpse paint dans le heavy metal. C'est Arthur Brown qui est le premier à l'utiliser, en particulier dans sa chanson mythique Fire. Alice Cooper initiera plus tard ce geste dans les groupes de metal, pour des raisons différentes de celles du black metal. Il est par la suite repris par d'autres groupes de glam metal ou de heavy metal tels que Kiss, King Diamond ou Mercyful Fate.

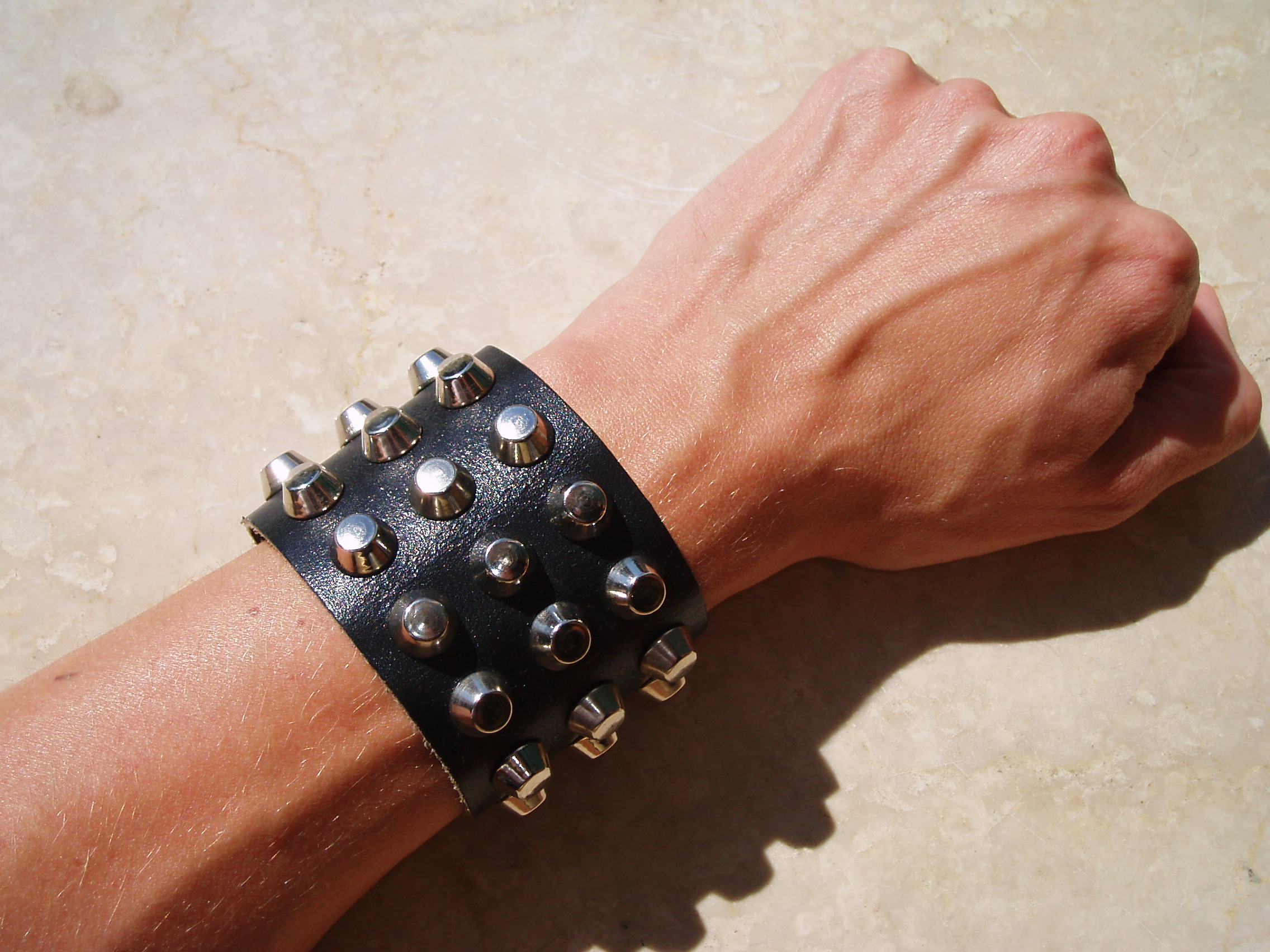
Bracelet à clous.

La modification corporelle, en général, appartient à la culture rock, mais c'est particulièrement le piercing qui est souvent associé à la culture metal. Le tatouage est également très répandu : les tatouages les plus répandus sont l’effigie d'un groupe, d'un logo mais, aussi, des images qui représentent de façon très crue la mort et le satanisme (un moineau traversé par un poignard, une femme décapitée, un crâne, etc.).
Des bijoux et d'autres accessoires peuvent être portés. Ceux-ci incluent des bracelets de cuir cloutés, des ceintures faites de balles (douilles provenant d'une ceinture de munitions de mitrailleuse), des chaînes, des anneaux, des têtes de mort et d'autres designs inspirés de films d'horreur. Des clous sont souvent ajoutés sur des pièces vestimentaires comme un manteau de cuir. Les cheveux étaient généralement longs jusqu'à ou au-delà de l'épaule ou en coupe mullet.
Comme pour les motards, l'imagerie germanique, comme la croix de fer, est présente,.

### Filmographie
- (en) Jeff Krulik et John Heyn, Heavy Metal Parking Lot, 1986
- (en) Sam Dunn, Metal : A Headbanger's Journey, Warner Home Video, 2005.
- (en) Sam Dunn, Global Metal, Warner Home Video, 2008